# Delta Creek
Der Delta Creek ist ein 65 Kilometer langer linker Nebenfluss des Tanana River im Interior des US-Bundesstaats Alaska.

## Verlauf
Der Fluss wird auf einer Höhe von etwa 850 m in der nördlichen Alaskakette vom Trident-Gletscher gespeist. Der Delta Creek fließt in nördlicher Richtung. Nach 6,5 Kilometern fließt der East Hayes Creek, der östliche Abfluss des Hayes-Gletschers, linksseitig dem Delta Creek zu. Dieser setzt seinen Kurs nach Norden fort und mündet schließlich 25 Kilometern nordwestlich von Big Delta in den Tanana River. 18 Kilometer oberhalb der Mündung gabelt sich der Delta Creek in zwei Flussarme, die sich nach 10 Kilometern wieder vereinigen. Der Alaska Highway verläuft entlang dem nördlichen Flussufer des Tanana River gegenüber der Mündung der Delta Creek. Annähernd parallel verläuft der Delta River 25 Kilometer weiter östlich sowie der Little Delta River etwa 18 Kilometer weiter westlich.